# Фильо, Франсиско
Франсиско «Шиквиньо» Алвеш Фильо (порт. Francisco "Chiquinho" Alves Filho, род. 10 января 1971 года, Соту-Суарис, Баия, Бразилия) — бразильский профессиональный кикбоксер, обладатель чёрного пояса и седьмого дана по кёкусинкай каратэ. Является одним из нескольких представителей каратэ, которым удалось успешно выступить на хякунин-кумите. 
Также Фильо известен выступлениями в К-1, где он побеждал таких бойцов как Сэм Греко, Энди Хуг, Реми Боньяски, Эрнесто Хост, Петер Артс и Штефан Леко.

## Карьера
Фильо начал заниматься кёкусинкай каратэ в возрасте 10 лет и шесть с половиной лет спустя получил чёрный пояс. Дебютировал в К-1 20 июля 1997 года на турнире K-1 Dream '97 против другого представителя каратэ Энди Хуга. Это была их вторая встреча, а первая состоялась в рамках 5-го чемпионата мира по кёкусинкай каратэ 1991 года, которая завершилась противоречивым нокаутом, в который Фильо отправил Хуга уже после окончания боя. Второй бой также завершился победой Фильо, что привлекло к нему внимание в Японии, также он стал рассматриваться в качестве одного из претендентов на титул победителя мирового Гран-при K-1.
С этого периода Фильо начинает выступать как в турнирах под эгидой K-1, так и в соревнованиях по кёкусинкай. В 2004 году завершил карьеру, однако продолжает заниматься подготовкой национальной команды Бразилии по каратэ. 
В 2012 году появился в качестве тренера Витора Белфорта на турнире The Ultimate Fighter: Brazil.

## Достижения

### Кикбоксинг
- Финалист Мирового Гран-при  K-1 2001 года
- Чемпион Мирового Гран-при К-1 2001 года в Фукуоке
- Чемпион Мирового Гран-при К-1 2000 года в Йокогаме

### Кёкусинкай каратэ[2]
- - 1999  7-й Открытый Чемпионат Мира по каратэ IKO 1 (победил Хаджиме Казуми)
  - 1997  1-й победитель Мирового первенства по Кёкусинкай-каратэ в тяжёлом весе
  - 1995  6-й Открытый Чемпионат Мира по каратэ кёкусинкай IKO 1 (проиграл Хаджиме Казуми)
  - 1995  Brazilian Open
  - 1994  Mundialito Open
  - 1994  7-й Чемпионат Южной Америки
  - 1993  Brazilian Open
  - 1992  6-й Чемпионат Южной Америки
  - 1992  Brazilian Open
  - 1991 5-й Чемпионат Мира по каратэ кёкусинкай, турнир 16 (проиграл Кендзи Ямаки)
  - 1991  Uruguayan Open
  - 1990  Paulista Championships
  - 1990  Brazilian Open
  - 1989  5-й Чемпионат Южной Америки
  - 1989  Paulista Championships
  - 1988  Paulista Championships Juniors
  - 1988 Brazilian Open 6-е место
  - 1987 Brazilian Open 7-е место
  - 1987  Paulista Championships Juniors
  - 1986  Paulista Championships Juniors
  - 1985  Paulista Championships Juniors
- В 1995 году Франсиско Фильо успешно прошёл хякунин-кумите в Бразилии и Японии[уточнить].